# Презвитеријум (простор у цркви)
Презвитериум (или и светиња или  хор) је у западном хришћанству простор за олтар и свештеника који је одељен обично луком од брода. У доба готике је био квадратан или у облику вишеугаоника.
У романској архитектури ову функцију изпуњава апсида коју у готским преградњама извршава  класично подужни, полигоналнои завршетак презвитеријум који пружа више простора за олтар, свештеника и друге људе.
У православним црквама се за овај простор употребљава израз светиња или олтар и она је од брода одељена иконостасом.